# Mathilde Gremaud

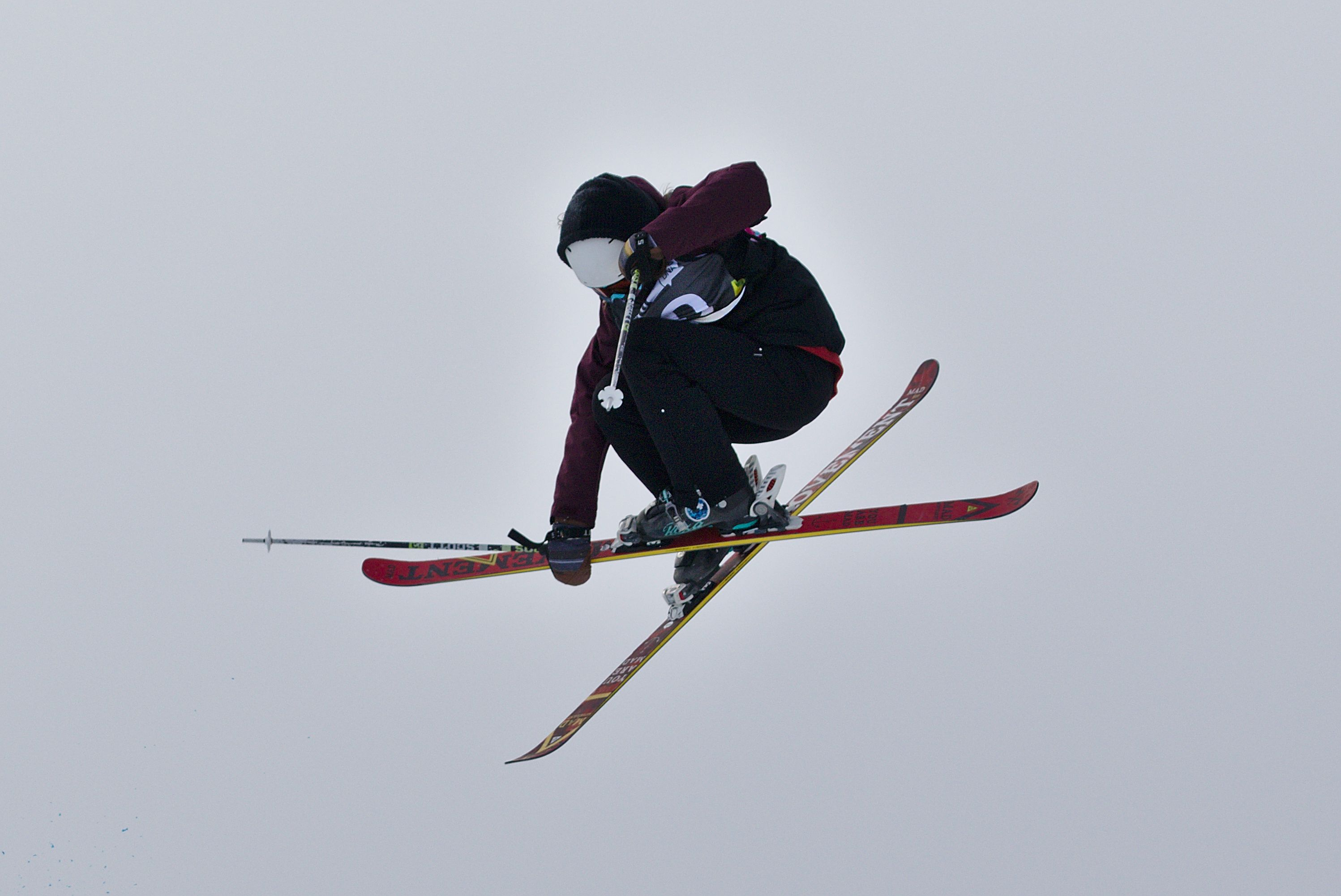
Mathilde Gremaud in Lillehammer 2016

Mathilde Gremaud (* 8. Februar 2000 in Freiburg) ist eine Schweizer Freestyle-Skierin. Sie startet in den Disziplinen Slopestyle und Big Air.

## Werdegang
Gremaud stammt aus La Roche im Kanton Freiburg. Sie nahm ab 2014 an Wettbewerben der AFP World Tour teil. Im April 2015 wurde sie bei den Schweizer Meisterschaften in Corvatsch Zweite im Slopestyle. In der Saison 2015/16 siegte sie beim Swiss Freeski Open in Crans-Montana und errang in Glacier 3000 den zweiten Platz, jeweils im Slopestyle. Bei den Olympischen Jugend-Winterspielen 2016 in Lillehammer wurde sie Sechste im Slopestyle. Am 4. März 2016 debütierte sie in Silvaplana im Weltcup und belegte dabei den 19. Platz im Slopestyle. Zu Beginn der Saison 2016/17 erreichte sie in Mailand mit dem zweiten Platz im Big Air ihre erste Weltcup-Podestplatzierung. Im weiteren Saisonverlauf siegte sie beim Weltcup in Québec im Big Air und kam im Slopestyle beim Weltcup in Mammoth auf den zweiten Platz.
Im März 2017 wurde Gremaud beim Weltcup in Silvaplana Dritte im Slopestyle und holte bei den X-Games Norway 2017 in Hafjell die Goldmedaille im Big Air. Bei den anschliessenden Weltmeisterschaften 2017 in der Sierra Nevada wurde sie Fünfte im Slopestyle. Die Saison beendete sie auf dem sechsten Rang im Slopestyle-Weltcup und auf dem dritten Platz im Big-Air-Weltcup. Kurz darauf zog sie sich bei einer Fotosession in Tschechien einen Kreuzbandriss im rechten Knie zu, wodurch sie den grössten Teil der Saison 2017/18 verpasste. Rechtzeitig zu den Olympischen Winterspielen 2018 in Pyeongchang war Gremaud wieder fit und gewann nach einer elfmonatigen Wettkampfpause die Silbermedaille im Slopestyle-Wettbewerb, hinter ihrer Teamkollegin Sarah Höfflin. Anfang November 2018 holte sie im Big Air in Modena ihren zweiten Weltcupsieg.
An ihrem 22. Geburtstag holte Gremaud im Big-Air bei den Olympischen Spielen in Peking den 3. Platz. Sie platzierte sich im neuhinzugefügten Wettbewerb hinter der Französin Tess Ledeux und der Chinesin Eileen Gu. Nur einige Tage später legte sie mit Gold im Slopestyle nach und wurde Olympiasiegerin.
Sie holt in der Saison 2023/2024 die grosse Kristallkugel für den Gesamtweltcup sowie zwei kleine in den Disziplinen Big Air und Slopestyle.
Im September 2020 stand sie als erste Frau in einem Training in Saas Fee einen «Switch Double Cork 1440».

## Privates
Gremaud lebt mit ihrer Partnerin, der österreichischen Downhill-Weltmeisterin Valentina Höll in Innsbruck.

## Erfolge

### Olympische Spiele
- Pyeongchang 2018: 2. Slopestyle
- Peking 2022: 1. Slopestyle, 3. Big Air

### Weltmeisterschaften
- Sierra Nevada 2017: 5. Slopestyle
- Park City 2019: 7. Big Air
- Aspen 2021: 2. Slopestyle, 24. Big Air
- Bakuriani 2023: 1. Slopestyle, 8. Big Air

### Weltcupwertungen
| Saison  | Gesamt | Gesamt | Park & Pipe | Park & Pipe | Big Air | Big Air | Slopestyle | Slopestyle |
| Saison  | Platz  | Punkte | Platz       | Punkte      | Platz   | Punkte  | Platz      | Punkte     |
| ------- | ------ | ------ | ----------- | ----------- | ------- | ------- | ---------- | ---------- |
| 2015/16 | 158.   | 2,40   | -           | -           | –       | –       | 35.        | 12         |
| 2016/17 | 21.    | 37,50  | -           | -           | 3.      | 225     | 6.         | 172        |
| 2018/19 | 22.    | 40,00  | -           | -           | 2.      | 200     | 4.         | 192        |
| 2019/20 | 19.    | 40,00  | -           | -           | 2.      | 200     | 4.         | 146        |
| 2020/21 | -      | -      | 2.          | 159         | 5.      | 114     | 5.         | 45         |
| 2021/22 | -      | -      | 36.         | 76          | -       | -       | 16.        | 76         |
| 2022/23 | -      | -      | 4.          | 337         | 2.      | 140     | 4.         | 197        |
| 2023/24 | 1.     | 600    | -           | -           | 1.      | 380     | 1.         | 380        |
| 2024/25 | -      | -      | -           | -           | 1.      | 178.50  | -          | -          |

### Weltcupsiege
Gremaud errang im Weltcup bisher 25 Podestplätze, davon 14 Siege:
| Datum             | Ort              | Land       | Disziplin  |
| ----------------- | ---------------- | ---------- | ---------- |
| 11. Februar 2017  | Québec           | Kanada     | Big Air    |
| 4. November 2018  | Modena           | Italien    | Big Air    |
| 10. März 2019     | Mammoth Mountain | USA        | Slopestyle |
| 16. März 2019     | Québec           | Kanada     | Big Air    |
| 3. November 2019  | Modena           | Italien    | Big Air    |
| 21. Dezember 2019 | Atlanta          | USA        | Big Air    |
| 13. März 2023     | Tignes           | Frankreich | Slopestyle |
| 19. Oktober 2023  | Chur             | Schweiz    | Big Air    |
| 23. November 2023 | Stubai           | Österreich | Slopestyle |
| 2. Dezember 2023  | Peking           | China      | Big Air    |
| 21. Januar 2024   | Laax             | Schweiz    | Slopestyle |
| 3. Februar 2024   | Mammoth Mountain | USA        | Slopestyle |
| 15. März 2024     | Tignes           | Frankreich | Big Air    |
| 18. Oktober 2024  | Chur             | Schweiz    | Big Air    |

### X-Games
- X-Games Norway 2017: 1. Big Air
- Winter-X-Games 2019: 1. Big Air
- X-Games Norway 2019: 3. Big Air
- Winter-X-Games 2020: 2. Big Air
- X-Games Norway 2020: 2. Slopestyle
- Winter-X-Games 2021: 1. Big Air
- Winter-X-Games 2022: 2. Slopestyle
- Winter-X-Games 2023: 2. Slopestyle
- Winter-X-Games 2024: 2. Slopestyle

### Weitere Erfolge
- Olympische Jugend-Winterspiele 2016: 6. Slopestyle

## Auszeichnungen
- Freiburger Sportlerin des Jahres: 2017[7]